# Alpiner Skiweltcup 1999/2000
Die Saison 1999/2000 des von der FIS veranstalteten Alpinen Skiweltcups begann am 30. Oktober 1999 in Tignes und endete am 19. März 2000 anlässlich des Weltcup-Finales in Bormio. Bei den Männern wurden 38 Rennen ausgetragen (11 Abfahrten, 7 Super-G, 9 Riesenslaloms, 11 Slaloms). Bei den Frauen waren es 39 Rennen (10 Abfahrten, 8 Super-G, 11 Riesenslaloms, 10 Slaloms). Dazu kamen zwei Kombinationswertungen bei den Männern und eine bei den Frauen. Den Gesamtweltcup der Herren gewann Hermann Maier mit einem neuen Punkterekord von 2000 Punkten.
Diese Saison war ein Zwischenjahr ohne Weltmeisterschaften oder Olympische Winterspiele.

## Weltcupwertungen

### Gesamt
| Rang | Name                  | Punkte |
| ---- | --------------------- | ------ |
| 01.  | Hermann Maier         | 2000   |
| 02.  | Kjetil André Aamodt   | 1440   |
| 03.  | Josef Strobl          | 0994   |
| 04.  | Kristian Ghedina      | 0958   |
| 05.  | Andreas Schifferer    | 0905   |
| 06.  | Stephan Eberharter    | 0904   |
| 07.  | Fritz Strobl          | 0889   |
| 08.  | Christian Mayer       | 0802   |
| 09.  | Benjamin Raich        | 0788   |
| 10.  | Werner Franz          | 0762   |
| 11.  | Fredrik Nyberg        | 0761   |
| 12.  | Didier Cuche          | 0696   |
| 13.  | Hannes Trinkl         | 0587   |
| 14.  | Paul Accola           | 0547   |
| 15.  | Michael von Grünigen  | 0545   |
| 16.  | Ole Kristian Furuseth | 0544   |
| 17.  | Matjaž Vrhovnik       | 0538   |
| 18.  | Hans Knauß            | 0525   |
| 19.  | Mitja Kunc            | 0507   |
| 20.  | Daron Rahlves         | 0462   |
| 21.  | Marco Büchel          | 0456   |
| 22.  | Joël Chenal           | 0425   |
| 23.  | Mario Matt            | 0384   |
| 24.  | Thomas Stangassinger  | 0369   |
| 25.  | Rainer Schönfelder    | 0349   |
| 26.  | Ed Podivinsky         | 0327   |
| 27.  | Didier Défago         | 0294   |
| 28.  | Didier Plaschy        | 0281   |
| 29.  | Bruno Kernen          | 0280   |
| 30.  | Markus Eberle         | 0273   |
| 31.  | Hans Petter Buraas    | 0261   |
| 31.  | Jure Košir            | 0261   |
| 33.  | Heinz Schilchegger    | 0251   |
| 34.  | Peter Runggaldier     | 0249   |
| 35.  | Angelo Weiss          | 0237   |
| 36.  | Steve Locher          | 0226   |
| 37.  | Patrik Järbyn         | 0220   |
| 38.  | Kalle Palander        | 0208   |
| 39.  | Christian Greber      | 0207   |
| 40.  | Sébastien Amiez       | 0195   |
| 41.  | Rainer Salzgeber      | 0191   |
| 42.  | Kilian Albrecht       | 0189   |
| 43.  | Alessandro Fattori    | 0184   |
| 44.  | Finn Christian Jagge  | 0180   |
| 45.  | Sami Uotila           | 0172   |
| 46.  | Matteo Nana           | 0158   |

| Rang | Name                          | Punkte |
| ---- | ----------------------------- | ------ |
| 47.  | Jürg Grünenfelder             | 0156   |
| 48.  | Mario Reiter                  | 155    |
| 48.  | Kenneth Sivertsen             | 155    |
| 50.  | Christophe Saioni             | 153    |
| 51.  | Luca Cattaneo                 | 152    |
| 52.  | Harald C. Strand Nilsen       | 148    |
| 53.  | Lasse Kjus                    | 146    |
| 54.  | Marco Casanova                | 136    |
| 55.  | Johan Brolenius               | 124    |
| 56.  | Kristinn Björnsson            | 123    |
| 57.  | Max Rauffer                   | 121    |
| 58.  | Michael Walchhofer            | 120    |
| 59.  | Urs Kälin                     | 118    |
| 60.  | Kurt Sulzenbacher             | 110    |
| 61.  | Darin McBeath                 | 104    |
| 62.  | Claude Crétier                | 103    |
| 63.  | Andrzej Bachleda-Curuś junior | 100    |
| 64.  | Giorgio Rocca                 | 099    |
| 65.  | Vincent Millet                | 095    |
| 66.  | Sébastien Fournier-Bidoz      | 094    |
| 67.  | Sergio Bergamelli             | 089    |
| 68.  | Drago Grubelnik               | 086    |
| 69.  | Mika Marila                   | 081    |
| 70.  | Kentarō Minagawa              | 080    |
| 71.  | Antoine Dénériaz              | 079    |
| 72.  | Patrick Holzer                | 077    |
| 73.  | Raphaël Burtin                | 073    |
| 74.  | Bjarne Solbakken              | 072    |
| 75.  | Christoph Gruber              | 071    |
| 76.  | Erik Schlopy                  | 070    |
| 77.  | Luke Sauder                   | 069    |
| 77.  | Tom Stiansen                  | 069    |
| 79.  | Jernej Koblar                 | 063    |
| 80.  | Uroš Pavlovčič                | 062    |
| 81.  | Andrej Miklavc                | 060    |
| 82.  | Roland Assinger               | 058    |
| 82.  | Mitja Valenčič                | 058    |
| 84.  | Ronald Stampfer               | 056    |
| 84.  | Patrick Wirth                 | 056    |
| 86.  | Fabrizio Tescari              | 053    |
| 87.  | Pierre-Emmanuel Dalcin        | 051    |
| 87.  | Chad Fleischer                | 051    |
| 89.  | Kevin Wert                    | 049    |
| 90.  | Bode Miller                   | 047    |
| 91.  | Sacha Gros                    | 041    |

| Rang | Name                 | Punkte |
| ---- | -------------------- | ------ |
| 92.  | Urs Imboden          | 036    |
| 093. | Silvano Beltrametti  | 35     |
| 093. | Alessandro Roberto   | 35     |
| 093. | Pierre Violon        | 35     |
| 096. | Lorenzo Galli        | 33     |
| 096. | Audun Grønvold       | 33     |
| 096. | Erik Seletto         | 33     |
| 099. | Christopher Puckett  | 32     |
| 100. | Frédéric Covili      | 30     |
| 100. | Dane Spencer         | 30     |
| 102. | Lasse Paulsen        | 29     |
| 103. | Ivan Bormolini       | 28     |
| 104. | François Simond      | 27     |
| 104. | Stefan Stankalla     | 27     |
| 104. | Rolf von Weissenfluh | 27     |
| 107. | Markus Ganahl        | 26     |
| 108. | Casey Puckett        | 25     |
| 108. | Thomas Vonn          | 25     |
| 110. | Kiminobu Kimura      | 23     |
| 110. | Patrice Manuel       | 23     |
| 112. | Martin Hansson       | 22     |
| 112. | Peter Rzehak         | 22     |
| 114. | Arnold Rieder        | 20     |
| 115. | Vincent Blanc        | 17     |
| 116. | Florian Seer         | 15     |
| 117. | Roland Fischnaller   | 13     |
| 117. | Gaku Hirasawa        | 13     |
| 117. | Patrick Thaler       | 13     |
| 120. | Jeff Durand          | 11     |
| 120. | Jürgen Hasler        | 11     |
| 122. | Claudio Collenberg   | 10     |
| 123. | David Pretot         | 09     |
| 124. | Nicolas Burtin       | 08     |
| 125. | Richard Gravier      | 07     |
| 125. | Konrad Hari          | 07     |
| 127. | Alois Vogl           | 06     |
| 128. | Jeff Piccard         | 05     |
| 129. | Jakub Fiala          | 04     |
| 130. | Andreas Buder        | 03     |
| 130. | Florian Eckert       | 03     |
| 130. | Peter Pen            | 03     |
| 133. | Ludwig Sprenger      | 02     |
| 134. | Klaus Kröll          | 01     |
| 134. | Jernej Reberšak      | 01     |
| 134. | Gregor Šparovec      | 01     |

| Rang | Name                     | Punkte |
| ---- | ------------------------ | ------ |
| 01.  | Renate Götschl           | 1631   |
| 02.  | Michaela Dorfmeister     | 1306   |
| 03.  | Régine Cavagnoud         | 1036   |
| 04.  | Isolde Kostner           | 0878   |
| 05.  | Brigitte Obermoser       | 0806   |
| 06.  | Sonja Nef                | 0789   |
| 07.  | Špela Pretnar            | 0714   |
| 08.  | Anja Pärson              | 0704   |
| 09.  | Martina Ertl             | 0701   |
| 10.  | Tanja Schneider          | 0695   |
| 11.  | Corinne Rey-Bellet       | 0691   |
| 12.  | Christel Pascal          | 0646   |
| 13.  | Regina Häusl             | 0615   |
| 14.  | Mélanie Turgeon          | 0583   |
| 15.  | Karen Putzer             | 0576   |
| 16.  | Mojca Suhadolc           | 0546   |
| 16.  | Anita Wachter            | 0546   |
| 18.  | Stefanie Schuster        | 0536   |
| 19.  | Kristina Koznick         | 0503   |
| 20.  | Anna Ottosson            | 0494   |
| 21.  | Trine Bakke              | 0434   |
| 22.  | Janica Kostelić          | 0420   |
| 23.  | Sabine Egger             | 0417   |
| 24.  | Allison Forsyth          | 0398   |
| 25.  | Andrine Flemmen          | 0392   |
| 26.  | Hilde Gerg               | 0376   |
| 27.  | Petra Haltmayr           | 0357   |
| 28.  | Warwara Selenskaja       | 0351   |
| 29.  | Mélanie Suchet           | 0342   |
| 30.  | Birgit Heeb              | 0340   |
| 31.  | Karin Köllerer           | 0336   |
| 32.  | Ingrid Jacquemod         | 0333   |
| 33.  | Pernilla Wiberg          | 0331   |
| 34.  | Christiane Mitterwallner | 0324   |
| 35.  | Vanessa Vidal            | 0305   |
| 36.  | Bibiana Perez            | 0273   |
| 37.  | Nataša Bokal             | 0261   |
| 38.  | Špela Bračun             | 0259   |
| 39.  | Silke Bachmann           | 0241   |
| 40.  | Sibylle Brauner          | 0232   |
| 41.  | Denise Karbon            | 0226   |
| 42.  | Caroline Lalive          | 0214   |
| 42.  | Alessandra Merlin        | 0214   |

| Rang | Name                   | Punkte |
| ---- | ---------------------- | ------ |
| 44.  | Claudia Riegler        | 207    |
| 45.  | Elisabetta Biavaschi   | 200    |
| 46.  | Silvia Berger          | 199    |
| 47.  | Hélène Richard         | 189    |
| 48.  | Sylviane Berthod       | 187    |
| 49.  | Ingeborg Helen Marken  | 184    |
| 50.  | Sarah Schleper         | 183    |
| 51.  | Alenka Dovžan          | 178    |
| 51.  | María José Rienda      | 178    |
| 53.  | Urška Hrovat           | 175    |
| 54.  | Eveline Rohregger      | 153    |
| 55.  | Carole Montillet       | 150    |
| 56.  | Merete Fjeldavlie      | 144    |
| 57.  | Leila Piccard          | 138    |
| 58.  | Henna Raita            | 137    |
| 59.  | Zali Steggall          | 134    |
| 60.  | Kirsten Clark          | 133    |
| 61.  | Corinne Imlig          | 131    |
| 61.  | Marianna Salchinger    | 131    |
| 63.  | Lucia Recchia          | 126    |
| 64.  | Daniela Ceccarelli     | 116    |
| 65.  | Jonna Mendes           | 113    |
| 66.  | Laure Pequegnot        | 111    |
| 67.  | Selina Heregger        | 109    |
| 68.  | Elena Tagliabue        | 101    |
| 69.  | Kristina Duvillard     | 099    |
| 70.  | Patrizia Bassis        | 096    |
| 71.  | Carolina Ruiz Castillo | 093    |
| 72.  | Janette Hargin         | 092    |
| 73.  | Monika Bergmann        | 088    |
| 74.  | Ylva Nowén             | 086    |
| 75.  | Sabina Panzanini       | 083    |
| 76.  | Mélanie Lenoir         | 080    |
| 77.  | Ruth Kündig            | 067    |
| 78.  | Fujiko Sekino          | 065    |
| 79.  | Olesja Alijewa         | 064    |
| 80.  | Lilian Kummer          | 061    |
| 81.  | Ingrid Salvenmoser     | 058    |
| 82.  | Veronika Thanner       | 057    |
| 83.  | Nicole Gius            | 052    |
| 83.  | Kerstin Reisenhofer    | 052    |
| 85.  | Magdalena Planatscher  | 051    |
| 86.  | Annemarie Gerg         | 047    |

| Rang | Name                       | Punkte |
| ---- | -------------------------- | ------ |
| 087. | Marta Antonioli            | 40     |
| 087. | Emma Carrick-Anderson      | 40     |
| 089. | Marianne Bréchu            | 38     |
| 090. | Monika Tschirky            | 37     |
| 091. | Doris Götzenbrucker        | 33     |
| 092. | Hedda Berntsen             | 32     |
| 093. | Laetitia Dalloz            | 27     |
| 094. | Nadia Styger               | 26     |
| 095. | Karin Blaser               | 24     |
| 095. | Emily Brydon               | 24     |
| 095. | Stéphanie Clément-Guy      | 24     |
| 095. | Alison Powers              | 24     |
| 099. | Romina Dei Cas             | 19     |
| 100. | Tiziana De Martin Tropanin | 18     |
| 100. | Barbara Milani             | 18     |
| 102. | Jeanette Collenberg        | 16     |
| 102. | Kumiko Kashiwagi           | 16     |
| 102. | Karin Truppe               | 16     |
| 105. | Malin Hultdin              | 15     |
| 105. | Alexandra Meissnitzer      | 15     |
| 107. | Martina Fortkord           | 14     |
| 107. | Noriyo Hiroi               |        |
| 109. | Ana Galindo Santolaria     | 13     |
| 109. | Kristine Kristiansen       |        |
| 111. | Lara Magoni                | 12     |
| 112. | Anja Kalan                 | 11     |
| 113. | Susanne Ekman              | 09     |
| 113. | Corina Grünenfelder        | 09     |
| 113. | Barbara Merlin             | 09     |
| 113. | Katia Santus               | 09     |
| 117. | Pia Käyhkö                 | 08     |
| 117. | Michaela Kofler            | 08     |
| 119. | Stina Hofgård Nilsen       | 07     |
| 120. | Tasha Nelson               | 06     |
| 120. | Marlies Oester             | 06     |
| 122. | Simone Behringer           | 05     |
| 122. | Vicky Grau                 | 05     |
| 122. | Martina Lechner            | 05     |
| 122. | Sonia Vierin               | 05     |
| 126. | Ainhoa Ibarra Astelarra    | 04     |
| 126. | Julie Langevin             | 04     |
| 128. | Marina Huber               | 03     |
| 129. | Jenny Owens                | 02     |

### Abfahrt
| Rang | Athlet              | Punkte |
| ---- | ------------------- | ------ |
| 1    | Hermann Maier       | 800    |
| 2    | Kristian Ghedina    | 677    |
| 3    | Josef Strobl        | 533    |
| 4    | Hannes Trinkl       | 507    |
| 5    | Stephan Eberharter  | 454    |
| 6    | Fritz Strobl        | 453    |
| 7    | Andreas Schifferer  | 354    |
| 8    | Werner Franz        | 317    |
| 9    | Ed Podivinsky       | 298    |
| 10   | Daron Rahlves       | 273    |
| 11   | Didier Cuche        | 270    |
| 12   | Hans Knauß          | 238    |
| 13   | Kjetil André Aamodt | 225    |
| 14   | Bruno Kernen        | 167    |
| 15   | Christian Greber    | 162    |
| 16   | Peter Runggaldier   | 156    |
| 17   | Patrik Järbyn       | 141    |
| 18   | Kenneth Sivertsen   | 137    |
| 19   | Alessandro Fattori  | 129    |
| 20   | Luca Cattaneo       | 118    |
| 20   | Jürg Grünenfelder   | 118    |
| 22   | Max Rauffer         | 115    |
| 23   | Kurt Sulzenbacher   | 102    |
| 24   | Fredrik Nyberg      | 101    |
| 25   | Darin McBeath       | 99     |

| Rang | Athletin              | Punkte |
| ---- | --------------------- | ------ |
| 1    | Regina Häusl          | 529    |
| 2    | Renate Götschl        | 524    |
| 3    | Isolde Kostner        | 484    |
| 4    | Corinne Rey-Bellet    | 435    |
| 5    | Régine Cavagnoud      | 417    |
| 6    | Tanja Schneider       | 303    |
| 7    | Michaela Dorfmeister  | 290    |
| 8    | Martina Ertl          | 243    |
| 9    | Mélanie Turgeon       | 240    |
| 10   | Stefanie Schuster     | 232    |
| 11   | Warwara Selenskaja    | 208    |
| 12   | Bibiana Perez         | 196    |
| 13   | Brigitte Obermoser    | 191    |
| 14   | Hilde Gerg            | 166    |
| 15   | Sibylle Brauner       | 150    |
| 16   | Špela Bračun          | 147    |
| 17   | Mélanie Suchet        | 141    |
| 18   | Ingrid Jacquemod      | 138    |
| 19   | Ingeborg Helen Marken | 131    |
| 19   | Mojca Suhadolc        | 131    |
| 21   | Petra Haltmayr        | 129    |
| 22   | Pernilla Wiberg       | 128    |
| 23   | Lucia Recchia         | 121    |
| 24   | Corinne Imlig         | 118    |
| 25   | Carole Montillet      | 102    |

### Super-G
| Rang | Athlet                   | Punkte |
| ---- | ------------------------ | ------ |
| 1    | Hermann Maier            | 540    |
| 2    | Werner Franz             | 371    |
| 3    | Fritz Strobl             | 354    |
| 4    | Josef Strobl             | 305    |
| 5    | Andreas Schifferer       | 294    |
| 6    | Fredrik Nyberg           | 272    |
| 7    | Stephan Eberharter       | 246    |
| 8    | Kristian Ghedina         | 216    |
| 9    | Didier Cuche             | 214    |
| 10   | Daron Rahlves            | 183    |
| 11   | Christian Mayer          | 162    |
| 12   | Hans Knauß               | 159    |
| 13   | Kjetil André Aamodt      | 158    |
| 14   | Marco Büchel             | 125    |
| 15   | Paul Accola              | 115    |
| 16   | Didier Défago            | 102    |
| 16   | Steve Locher             | 102    |
| 18   | Sébastien Fournier-Bidoz | 94     |
| 19   | Peter Runggaldier        | 93     |
| 20   | Christophe Saioni        | 77     |
| 21   | Rainer Salzgeber         | 75     |
| 22   | Lasse Kjus               | 60     |
| 23   | Patrick Wirth            | 56     |
| 24   | Alessandro Fattori       | 55     |
| 25   | Christian Greber         | 45     |

| Rang | Athletin             | Punkte |
| ---- | -------------------- | ------ |
| 1    | Renate Götschl       | 554    |
| 2    | Mélanie Turgeon      | 343    |
| 3    | Mojca Suhadolc       | 341    |
| 4    | Régine Cavagnoud     | 330    |
| 5    | Isolde Kostner       | 300    |
| 6    | Tanja Schneider      | 296    |
| 7    | Michaela Dorfmeister | 287    |
| 8    | Brigitte Obermoser   | 268    |
| 9    | Mélanie Suchet       | 195    |
| 10   | Hilde Gerg           | 178    |
| 11   | Martina Ertl         | 174    |
| 12   | Alessandra Merlin    | 162    |
| 13   | Karen Putzer         | 160    |
| 14   | Petra Haltmayr       | 156    |
| 15   | Corinne Rey-Bellet   | 146    |
| 16   | Warwara Selenskaja   | 143    |
| 17   | Stefanie Schuster    | 140    |
| 18   | Ingrid Jacquemod     | 129    |
| 19   | Špela Bračun         | 96     |
| 20   | Regina Häusl         | 86     |
| 21   | Pernilla Wiberg      | 84     |
| 22   | Bibiana Perez        | 77     |
| 23   | Andrine Flemmen      | 66     |
| 24   | Merete Fjeldavlie    | 63     |
| 25   | Daniela Ceccarelli   | 62     |

### Riesenslalom
| Rang | Athlet               | Punkte |
| ---- | -------------------- | ------ |
| 1    | Hermann Maier        | 520    |
| 2    | Christian Mayer      | 517    |
| 3    | Michael von Grünigen | 466    |
| 4    | Benjamin Raich       | 420    |
| 5    | Joël Chenal          | 349    |
| 6    | Marco Büchel         | 290    |
| 7    | Fredrik Nyberg       | 279    |
| 8    | Mitja Kunc           | 275    |
| 9    | Kjetil André Aamodt  | 259    |
| 10   | Heinz Schilchegger   | 233    |
| 11   | Andreas Schifferer   | 231    |
| 12   | Didier Cuche         | 196    |
| 13   | Paul Accola          | 178    |
| 14   | Sami Uotila          | 172    |
| 15   | Didier Défago        | 164    |
| 16   | Stephan Eberharter   | 154    |
| 17   | Hans Knauß           | 128    |
| 18   | Urs Kälin            | 118    |
| 19   | Josef Strobl         | 116    |
| 19   | Rainer Salzgeber     | 116    |
| 21   | Steve Locher         | 98     |
| 22   | Markus Eberle        | 97     |
| 23   | Vincent Millet       | 81     |
| 24   | Patrick Holzer       | 77     |
| 25   | Christophe Saioni    | 76     |

| Rang | Athletin                 | Punkte |
| ---- | ------------------------ | ------ |
| 1    | Michaela Dorfmeister     | 684    |
| 2    | Sonja Nef                | 602    |
| 3    | Anita Wachter            | 470    |
| 4    | Anna Ottosson            | 402    |
| 5    | Allison Forsyth          | 373    |
| 6    | Karen Putzer             | 371    |
| 7    | Birgit Heeb              | 340    |
| 8    | Brigitte Obermoser       | 313    |
| 9    | Christiane Mitterwallner | 271    |
| 10   | Renate Götschl           | 266    |
| 11   | Régine Cavagnoud         | 263    |
| 12   | Silke Bachmann           | 233    |
| 12   | Andrine Flemmen          | 233    |
| 14   | Martina Ertl             | 193    |
| 15   | Anja Pärson              | 177    |
| 16   | María José Rienda        | 174    |
| 17   | Silvia Berger            | 173    |
| 18   | Denise Karbon            | 153    |
| 19   | Stefanie Schuster        | 114    |
| 20   | Corinne Rey-Bellet       | 110    |
| 21   | Eveline Rohregger        | 102    |
| 22   | Kristina Duvillard       | 99     |
| 23   | Tanja Schneider          | 96     |
| 24   | Carolina Ruiz Castillo   | 93     |
| 25   | Sabina Panzanini         | 83     |

### Slalom
| Rang | Athlet                  | Punkte |
| ---- | ----------------------- | ------ |
| 1    | Kjetil André Aamodt     | 598    |
| 2    | Ole Kristian Furuseth   | 544    |
| 3    | Matjaž Vrhovnik         | 538    |
| 4    | Mario Matt              | 384    |
| 5    | Thomas Stangassinger    | 369    |
| 6    | Benjamin Raich          | 368    |
| 7    | Rainer Schönfelder      | 307    |
| 8    | Didier Plaschy          | 281    |
| 9    | Hans Petter Buraas      | 261    |
| 10   | Jure Košir              | 238    |
| 11   | Angelo Weiss            | 237    |
| 12   | Mitja Kunc              | 232    |
| 13   | Sébastien Amiez         | 190    |
| 14   | Kilian Albrecht         | 189    |
| 15   | Finn Christian Jagge    | 180    |
| 16   | Markus Eberle           | 176    |
| 17   | Kalle Palander          | 172    |
| 18   | Mario Reiter            | 155    |
| 19   | Matteo Nana             | 137    |
| 20   | Marco Casanova          | 136    |
| 21   | Johan Brolenius         | 124    |
| 22   | Kristinn Björnsson      | 123    |
| 23   | Michael Walchhofer      | 120    |
| 24   | Christian Mayer         | 107    |
| 25   | Harald C. Strand Nilsen | 100    |

| Rang | Athletin             | Punkte |
| ---- | -------------------- | ------ |
| 1    | Špela Pretnar        | 645    |
| 2    | Christel Pascal      | 626    |
| 3    | Anja Pärson          | 499    |
| 4    | Trine Bakke          | 434    |
| 5    | Kristina Koznick     | 428    |
| 6    | Sabine Egger         | 417    |
| 7    | Vanessa Vidal        | 305    |
| 8    | Karin Köllerer       | 279    |
| 9    | Nataša Bokal         | 260    |
| 10   | Janica Kostelić      | 250    |
| 11   | Claudia Riegler      | 207    |
| 12   | Elisabetta Biavaschi | 200    |
| 13   | Hélène Richard       | 189    |
| 14   | Renate Götschl       | 187    |
| 14   | Sonja Nef            | 187    |
| 16   | Urška Hrovat         | 171    |
| 17   | Alenka Dovžan        | 158    |
| 18   | Henna Raita          | 137    |
| 19   | Zali Steggall        | 134    |
| 20   | Laure Pequegnot      | 111    |
| 21   | Sarah Schleper       | 100    |
| 22   | Anna Ottosson        | 92     |
| 23   | Martina Ertl         | 91     |
| 24   | Monika Bergmann      | 88     |
| 25   | Leila Piccard        | 82     |

### Kombination
| Rang | Athlet              | Punkte |
| ---- | ------------------- | ------ |
| 1    | Kjetil André Aamodt | 200    |
| 2    | Hermann Maier       | 140    |
| 3    | Fredrik Nyberg      | 102    |
| 4    | Paul Accola         | 100    |
| 5    | Fritz Strobl        | 82     |
| 6    | Bruno Kernen        | 81     |
| 7    | Werner Franz        | 74     |
| 8    | Kristian Ghedina    | 65     |
| 9    | Stephan Eberharter  | 50     |
| 10   | Antoine Dénériaz    | 44     |
| 10   | Hannes Trinkl       | 44     |

| Rang | Athletin             | Punkte |
| ---- | -------------------- | ------ |
| 1    | Renate Götschl       | 100    |
| 2    | Caroline Lalive      | 80     |
| 3    | Andrine Flemmen      | 60     |
| 4    | Stefanie Schuster    | 50     |
| 5    | Michaela Dorfmeister | 45     |
| 6    | Karen Putzer         | 40     |
| 7    | Janette Hargin       | 36     |
| 8    | Brigitte Obermoser   | 32     |
| 9    | Sibylle Brauner      | 29     |
| 10   | Régine Cavagnoud     | 26     |

## Podestplatzierungen Herren

### Abfahrt
| Datum      | Ort                          | 1. Platz           | 2. Platz                      | 3. Platz           |
| ---------- | ---------------------------- | ------------------ | ----------------------------- | ------------------ |
| 27.11.1999 | Beaver Creek (USA)           | Hermann Maier      | Stephan Eberharter            | Kristian Ghedina   |
| 04.12.1999 | Lake Louise (CAN)            | Hannes Trinkl      | Hermann Maier                 | Stephan Eberharter |
| 17.12.1999 | Gröden (ITA)                 | Kristian Ghedina   | Josef Strobl                  | Ed Podivinsky      |
| 18.12.1999 | Gröden (ITA)                 | Andreas Schifferer | Kristian Ghedina              | Hermann Maier      |
| 08.01.2000 | Chamonix (FRA)               | Hermann Maier      | Stephan Eberharter            | Hannes Trinkl      |
| 15.01.2000 | Wengen (SUI)                 | Josef Strobl       | Hermann Maier                 | Ed Podivinsky      |
| 22.01.2000 | Kitzbühel (AUT)              | Fritz Strobl       | Kristian Ghedina Josef Strobl |                    |
| 29.01.2000 | Garmisch-Partenkirchen (GER) | Hermann Maier      | Kristian Ghedina              | Hannes Trinkl      |
| 03.03.2000 | Kvitfjell (NOR)              | Daron Rahlves      | Didier Cuche                  | Hermann Maier      |
| 04.03.2000 | Kvitfjell (NOR)              | Daron Rahlves      | Kristian Ghedina              | Max Rauffer        |
| 15.03.2000 | Bormio (ITA)                 | Hannes Trinkl      | Hermann Maier                 | Christian Greber   |

### Super-G
| Datum      | Ort                        | 1. Platz                  | 2. Platz           | 3. Platz                        |
| ---------- | -------------------------- | ------------------------- | ------------------ | ------------------------------- |
| 28.11.1999 | Beaver Creek (USA)         | Hermann Maier             | Stephan Eberharter | Lasse Kjus                      |
| 05.12.1999 | Lake Louise (CAN)          | Hermann Maier             | Fredrik Nyberg     | Josef Strobl                    |
| 21.01.2000 | Kitzbühel (AUT)            | Hermann Maier             | Werner Franz       | Didier Cuche                    |
| 12.02.2000 | St. Anton am Arlberg (AUT) | Josef Strobl              | Didier Cuche       | Stephan Eberharter              |
| 13.02.2000 | St. Anton am Arlberg (AUT) | Werner Franz Fritz Strobl |                    | Hermann Maier                   |
| 05.03.2000 | Kvitfjell (NOR)            | Kristian Ghedina          | Hermann Maier      | Andreas Schifferer              |
| 16.03.2000 | Bormio (ITA)               | Hermann Maier             | Fritz Strobl       | Werner Franz Andreas Schifferer |

### Riesenslalom
| Datum      | Ort                        | 1. Platz        | 2. Platz             | 3. Platz                               |
| ---------- | -------------------------- | --------------- | -------------------- | -------------------------------------- |
| 31.10.1999 | Tignes (FRA)               | Hermann Maier   | Michael von Grünigen | Kjetil André Aamodt Stephan Eberharter |
| 24.11.1999 | Vail (USA)                 | Hermann Maier   | Michael von Grünigen | Andreas Schifferer                     |
| 19.12.1999 | Alta Badia (ITA)           | Joël Chenal     | Hermann Maier        | Rainer Salzgeber                       |
| 22.12.1999 | Saalbach-Hinterglemm (AUT) | Christian Mayer | Hermann Maier        | Benjamin Raich                         |
| 05.02.2000 | Todtnau (GER)              | Hermann Maier   | Fredrik Nyberg       | Michael von Grünigen                   |
| 26.02.2000 | Yongpyong (KOR)            | Benjamin Raich  | Michael von Grünigen | Joël Chenal                            |
| 08.03.2000 | Kranjska Gora (SLO)        | Christian Mayer | Joël Chenal          | Marco Büchel                           |
| 11.03.2000 | Hinterstoder (AUT)         | Christian Mayer | Marco Büchel         | Hermann Maier                          |
| 18.03.2000 | Bormio (ITA)               | Benjamin Raich  | Christian Mayer      | Heinz Schilchegger                     |

### Slalom
| Datum      | Ort                        | 1. Platz              | 2. Platz              | 3. Platz                        |
| ---------- | -------------------------- | --------------------- | --------------------- | ------------------------------- |
| 23.11.1999 | Vail (USA)                 | Didier Plaschy        | Thomas Stangassinger  | Kjetil André Aamodt Matteo Nana |
| 13.12.1999 | Madonna di Campiglio (ITA) | Finn Christian Jagge  | Benjamin Raich        | Thomas Stangassinger            |
| 21.12.1999 | Kranjska Gora (SLO)        | Didier Plaschy        | Benjamin Raich        | Thomas Stangassinger            |
| 09.01.2000 | Chamonix (FRA)             | Angelo Weiss          | Kjetil André Aamodt   | Matjaž Vrhovnik                 |
| 16.01.2000 | Wengen (SUI)               | Kjetil André Aamodt   | Ole Kristian Furuseth | Drago Grubelnik                 |
| 23.01.2000 | Kitzbühel (AUT)            | Mario Matt            | Matjaž Vrhovnik       | Benjamin Raich                  |
| 06.02.2000 | Todtnau (GER)              | Rainer Schönfelder    | Kjetil André Aamodt   | Ole Kristian Furuseth           |
| 20.02.2000 | Adelboden (SUI)            | Matjaž Vrhovnik       | Kjetil André Aamodt   | Mario Matt                      |
| 27.02.2000 | Yongpyong (KOR)            | Mitja Kunc            | Ole Kristian Furuseth | Mario Matt                      |
| 09.03.2000 | Schladming (AUT)           | Mario Matt            | Ole Kristian Furuseth | Thomas Stangassinger            |
| 19.03.2000 | Bormio (ITA)               | Ole Kristian Furuseth | Benjamin Raich        | Matjaž Vrhovnik                 |

### Kombination
| Datum          | Ort             | 1. Platz            | 2. Platz       | 3. Platz      |
| -------------- | --------------- | ------------------- | -------------- | ------------- |
| 08./09.01.2000 | Chamonix (FRA)  | Kjetil André Aamodt | Hermann Maier  | Paul Accola   |
| 22./23.01.2000 | Kitzbühel (AUT) | Kjetil André Aamodt | Fredrik Nyberg | Hermann Maier |

## Podestplatzierungen Damen

### Abfahrt
| Datum      | Ort                     | 1. Platz           | 2. Platz           | 3. Platz                      |
| ---------- | ----------------------- | ------------------ | ------------------ | ----------------------------- |
| 27.11.1999 | Lake Louise (CAN)       | Isolde Kostner     | Hilde Gerg         | Corinne Rey-Bellet            |
| 17.12.1999 | St. Moritz (SUI)        | Isolde Kostner     | Regina Häusl       | Špela Bračun                  |
| 18.12.1999 | St. Moritz (SUI)        | Pernilla Wiberg    | Renate Götschl     | Hilde Gerg                    |
| 15.01.2000 | Zauchensee (AUT)        | Corinne Rey-Bellet | Regina Häusl       | Martina Ertl                  |
| 22.01.2000 | Cortina d’Ampezzo (ITA) | Régine Cavagnoud   | Tanja Schneider    | Mojca Suhadolc                |
| 10.02.2000 | Santa Caterina (ITA)    | Isolde Kostner     | Regina Häusl       | Corinne Rey-Bellet            |
| 19.02.2000 | Åre (SWE)               | Renate Götschl     | Regina Häusl       | Stefanie Schuster             |
| 25.02.2000 | Innsbruck (AUT)         | Renate Götschl     | Regina Häusl       | Michaela Dorfmeister          |
| 05.03.2000 | Lenzerheide (SUI)       | Corinne Imlig      | Petra Haltmayr     | Olesja Alijewa Renate Götschl |
| 15.03.2000 | Bormio (ITA)            | Régine Cavagnoud   | Corinne Rey-Bellet | Renate Götschl                |

### Super-G
| Datum      | Ort                  | 1. Platz             | 2. Platz          | 3. Platz           |
| ---------- | -------------------- | -------------------- | ----------------- | ------------------ |
| 28.11.1999 | Lake Louise (CAN)    | Mojca Suhadolc       | Hilde Gerg        | Isolde Kostner     |
| 08.12.1999 | Val-d’Isère (FRA)    | Isolde Kostner       | Hilde Gerg        | Pernilla Wiberg    |
| 19.12.1999 | St. Moritz (SUI)     | Karen Putzer         | Alessandra Merlin | Régine Cavagnoud   |
| 16.01.2000 | Zauchensee (AUT)     | Renate Götschl       | Tanja Schneider   | Regina Häusl       |
| 11.02.2000 | Santa Caterina (ITA) | Michaela Dorfmeister | Régine Cavagnoud  | Renate Götschl     |
| 26.02.2000 | Innsbruck (AUT)      | Mélanie Turgeon      | Renate Götschl    | Tanja Schneider    |
| 27.02.2000 | Innsbruck (AUT)      | Renate Götschl       | Mélanie Turgeon   | Mojca Suhadolc     |
| 16.03.2000 | Bormio (ITA)         | Renate Götschl       | Martina Ertl      | Brigitte Obermoser |

### Riesenslalom
| Datum      | Ort                     | 1. Platz             | 2. Platz                    | 3. Platz             |
| ---------- | ----------------------- | -------------------- | --------------------------- | -------------------- |
| 30.10.1999 | Tignes (FRA)            | Sonja Nef            | Anna Ottosson               | Anita Wachter        |
| 18.11.1999 | Copper Mountain (USA)   | Régine Cavagnoud     | Karen Putzer                | Michaela Dorfmeister |
| 04.12.1999 | Serre Chevalier (FRA)   | Michaela Dorfmeister | Anita Wachter               | Silke Bachmann       |
| 09.12.1999 | Val-d’Isère (FRA)       | Michaela Dorfmeister | Silvia Berger               | Régine Cavagnoud     |
| 28.12.1999 | Lienz (AUT)             | Anita Wachter        | Allison Forsyth             | Birgit Heeb          |
| 05.01.2000 | Maribor (SLO)           | Michaela Dorfmeister | Sonja Nef                   | Anita Wachter        |
| 08.01.2000 | Berchtesgaden (GER)     | Michaela Dorfmeister | Karen Putzer                | Martina Ertl         |
| 23.01.2000 | Cortina d’Ampezzo (ITA) | Anna Ottosson        | Allison Forsyth Birgit Heeb |                      |
| 17.02.2000 | Åre (SWE)               | Sonja Nef            | Anita Wachter               | Brigitte Obermoser   |
| 11.03.2000 | Sestriere (ITA)         | Sonja Nef            | Carolina Ruiz Castillo      | Michaela Dorfmeister |
| 18.03.2000 | Bormio (ITA)            | Brigitte Obermoser   | Michaela Dorfmeister        | Birgit Heeb          |

### Slalom
| Datum      | Ort                   | 1. Platz                      | 2. Platz         | 3. Platz             |
| ---------- | --------------------- | ----------------------------- | ---------------- | -------------------- |
| 20.11.1999 | Copper Mountain (USA) | Christel Pascal Špela Pretnar |                  | Trine Bakke          |
| 05.12.1999 | Serre Chevalier (FRA) | Janica Kostelić               | Trine Bakke      | Sabine Egger         |
| 12.12.1999 | Sestriere (ITA)       | Janica Kostelić               | Anja Pärson      | Christel Pascal      |
| 29.12.1999 | Lienz (AUT)           | Sabine Egger                  | Nataša Bokal     | Karin Köllerer       |
| 06.01.2000 | Maribor (SLO)         | Trine Bakke                   | Špela Pretnar    | Sabine Egger         |
| 09.01.2000 | Berchtesgaden (GER)   | Špela Pretnar                 | Christel Pascal  | Trine Bakke          |
| 12.02.2000 | Santa Caterina (ITA)  | Špela Pretnar                 | Christel Pascal  | Anja Pärson          |
| 20.02.2000 | Åre (SWE)             | Špela Pretnar                 | Kristina Koznick | Anja Pärson          |
| 10.03.2000 | Sestriere (ITA)       | Kristina Koznick              | Christel Pascal  | Špela Pretnar        |
| 19.03.2000 | Bormio (ITA)          | Kristina Koznick              | Anja Pärson      | Elisabetta Biavaschi |

### Kombination
| Datum          | Ort                  | 1. Platz       | 2. Platz        | 3. Platz        |
| -------------- | -------------------- | -------------- | --------------- | --------------- |
| 10./12.02.2000 | Santa Caterina (ITA) | Renate Götschl | Caroline Lalive | Andrine Flemmen |

## Nationencup
| Rang | Land                   | Punkte |
| ---- | ---------------------- | ------ |
| 1    | Österreich             | 17927  |
| 2    | Italien                | 5906   |
| 3    | Schweiz                | 5378   |
| 4    | Frankreich             | 5012   |
| 5    | Slowenien              | 4778   |
| 6    | Norwegen               | 4283   |
| 7    | Schweden               | 2872   |
| 8    | Deutschland            | 2854   |
| 9    | Vereinigte Staaten     | 1963   |
| 10   | Kanada                 | 1569   |
| 11   | Liechtenstein          | 833    |
| 12   | Finnland               | 606    |
| 13   | Kroatien               | 420    |
| 14   | Russland               | 415    |
| 15   | Spanien                | 288    |
| 16   | Neuseeland             | 207    |
| 17   | Japan                  | 146    |
| 18   | Australien             | 136    |
| 19   | Island                 | 123    |
| 20   | Polen                  | 100    |
| 21   | Vereinigtes Königreich | 40     |
| 22   | Andorra                | 5      |

| Rang | Land               | Punkte |
| ---- | ------------------ | ------ |
| 1    | Österreich         | 10470  |
| 2    | Schweiz            | 3358   |
| 3    | Norwegen           | 3077   |
| 4    | Slowenien          | 2634   |
| 5    | Italien            | 2543   |
| 6    | Frankreich         | 1429   |
| 7    | Schweden           | 1127   |
| 8    | Vereinigte Staaten | 787    |
| 9    | Kanada             | 560    |
| 10   | Liechtenstein      | 493    |
| 11   | Finnland           | 461    |
| 12   | Deutschland        | 430    |
| 13   | Island             | 123    |
| 14   | Japan              | 116    |
| 15   | Liechtenstein      | 100    |

| Rang | Land                   | Punkte |
| ---- | ---------------------- | ------ |
| 1    | Österreich             | 7457   |
| 2    | Frankreich             | 3583   |
| 3    | Italien                | 3363   |
| 4    | Deutschland            | 2424   |
| 5    | Slowenien              | 2144   |
| 6    | Schweiz                | 2020   |
| 7    | Schweden               | 1745   |
| 8    | Norwegen               | 1206   |
| 9    | Vereinigte Staaten     | 1176   |
| 10   | Kanada                 | 1009   |
| 11   | Kroatien               | 420    |
| 12   | Russland               | 415    |
| 13   | Liechtenstein          | 340    |
| 14   | Spanien                | 288    |
| 15   | Neuseeland             | 207    |
| 16   | Finnland               | 145    |
| 17   | Australien             | 136    |
| 18   | Vereinigtes Königreich | 40     |
| 19   | Japan                  | 30     |
| 20   | Andorra                | 5      |

## Saisonverlauf

### Weltcup-Mitgründer Serge Lang verstorben
Am 21. November (in der Nacht zum 22. November) verstarb in Sternenberg (Département Haut-Rhin, Elsass) nach einem Herzinfarkt der französische Journalist und Mitbegründer des alpinen Skiweltcups Serge Lang, der am 6. Juni 1920 in Mulhouse (Mühlhausen) geboren wurde. Serge Lang lebte zuletzt in Riehen (Kanton Basel-Stadt). Er schrieb für «L’Equipe», den Schweizer «Blick», war in den 1960er-Jahren Vorsitzender der Association Internationale de la Presse Sportive und brachte über viele Jahrzehnte die dem alpinen Skisport gewidmete jährliche Zeitschrift «Biorama» (Erscheinungsort Basel) heraus. Nebst dem alpinen Skisport war er hauptsächlich mit der Tour de France verbunden. Am 11. August 1966 hatte nach vielen Gesprächen in Portillo der damalige FIS-Präsident Marc Hodler der Presse die »Geburt« des Weltcups mitgeteilt. 1976 stieg Lang (als Nachfolger von Marc Hodler) zum Präsidenten des damaligen Worldcup-Komitees auf, zehn Jahre später gab er das Amt wieder ab und ihm folgte Erich Demetz, der Mitbegründer der Weltcuprennen in Gröden. Lang war Erfinder des Wortes der „Crazy Canucks“ für die verrückten kanadischen Abfahrtsläufer, welche Mitte der 1970er-Jahre praktisch in die Abfahrts-Domäne der Europäer einbrachen. Er schuf auch die »Serge Lang-Trophy« als Nachfolger des »Skieur d’Or«.

### Neue Slalomskier
Eine „Revolution“ setzte hinsichtlich der Slalomskier ein, die von einstens einer Länge von 2,05 m auf 1,85 m und sogar auf 1,76 m (Jagge fuhr mit diesem Maß zum Sieg in Sestriere) verkürzt wurden, weshalb diese Skier (in Österreich) als „Kinderskier“ apostrophiert wurden. Diese kurzen Skier kamen der neuen Art des Slalomfahrens, welche als „Carvingtechnik“ bezeichnet wurde, entgegen. Die Läufer des ÖSV zögerten etwas, sich umzustellen bzw. war diese Anpassung für gewisse „Ältere“ auch nicht einfach. Die wieder gewonnene Slalomstärke bei Renate Götschl wurde auf diese neuen Skiern zurückgeführt. Offensichtlich waren, wie aus Meldungen der österreichischen Medien hervorging, die Skifabrikanten in Österreich nicht auf diese Entwicklung vorbereitet gewesen; „Salomon“ schien für den Moment der einzige Skihersteller zu sein, der die „Zeichen der Zeit“ rechtzeitig umgesetzt hatte. Thomas Stangassinger entschied sich erst beim Finalslalom in Bormio für diesen neuen Skityp.

### Absagen, Verschiebungen
Herren:
- Die Rennen in Val d’Isère fielen den Wetterbedingungen zum Opfer. Die Abfahrt am 11. Dezember wurde abgesagt, weil zu viel Schnee lag, der anderntags ausgetragene Riesenslalom wurde bereits im 1. Lauf nach 22 Startern (Christian Mayer lag 0,04 s vor Benjamin Raich und 0,09 s vor Michael von Grünigen voran) abgebrochen; nasser Schneefall (die Flocken blieben auf den Skibrillen kleben) behinderte die Sicht. Die Abfahrt wurde am 17. Dezember in Gröden nachgetragen.
- Der Super-G am 30. Januar in Garmisch-Partenkirchen konnte wegen Regens (Sturmtief „Kerstin“; die Absage erfolgte um 11 Uhr) nicht gefahren werden.
- Auch beim Riesenslalom am Chuenisbärgli in Adelboden (19. Februar) gab es im 1. Lauf einen Abbruch wegen des anhaltenden dichten Schneefalls; hier war nach 33 Läufern Schluss. Der mit Nr. 1 gefahrene Stephan Eberharter hatte die noch guten Verhältnisse zu einer Bestzeit genützt, wobei er in 1:07,97 vor Michael von Grünigen (+ 0,16 s) und den ex aequo auf Rang 3 liegenden Hermann Maier und Fredrik Nyberg (+ 0,34 s) die Bestzeit hielt.[3] Dieses Rennen wurde am 11. März in Hinterstoder nachgetragen.

Damen:
- Auf den Pisten von Snowbasin hätte es „vorolympische“ Rennen geben sollen, die aber wegen den Wetterunbillen abgesagt werden mussten. Auch die geplante Austragung am 12./13. Februar in Garmisch-Partenkirchen kam nicht zustande.
- Die von Corinne Imlig gewonnene Abfahrt in Lenzerheide hätte schon am 4. März um 10 Uhr stattfinden sollen, wurde jedoch um einen Tag verschoben.[4]

### Premierensiege
Herren:
- Innerhalb eines Monats kam Didier Plaschy zu seinen insgesamt zwei Siegen im Weltcup, die jeweils in einem Slalom erfolgten. Die Premiere fand am 23. November in Vail statt. Dies war der erste Slalomsieg für die Schweizer Herren seit dem 30. November 1991, als Paul Accola in Breckenridge triumphiert hatte – in der Gesamtzählung Schweizer Siege in einem Herrenslalom waren Plaschys Siege die Nr. 10 und 11 – und er war nach Dumeng Giovanoli und Pirmin Zurbriggen der Dritte des SSV, der zwei Slalomsiege vollbringen konnte. (Einmal waren, nebst vorerwähntem Accola, Edmund Bruggmann, Martial Donnet, Peter Lüscher und Joël Gaspoz siegreich gewesen.)
- Im Riesenslalom in Alta Badia (19. Dezember) verblüffte Joël Chenal, als er seinen ersten und einzigen Sieg in einem Weltcuprennen holte und um 0,08 s Hermann Maier hinter sich ließ. Nach dem ersten Lauf sah es sogar nach dem ersten Weltcupsieg für einen finnischen Läufer aus, doch der mit Nr. 25 führende Sami Uotila fiel noch auf Rang 9 zurück.
- Erster und auch einziger Weltcupsieg für Angelo Weiss im Slalom in Chamonix (9. Januar). Seine Start-Nr. 21 war eine aus der „dritten Kategorie“ der Slalomelite.
- Mario Matt fuhr im Slalom am Ganslernhang in Kitzbühel (23. Januar) zu seinem ersten Sieg; nach dem ersten Lauf war er bereits auf Rang 2 gelegen, doch gegen seine bei diesem Rennen gezeigte Performance hatte der „Halbzeit-Führende“ Matjaž Vrhovnik keine Chance und war am Ende um 0,98 s besiegt. Matts Nr. 47 war die zu diesem Zeitpunkt höchste, mit der je ein Herrenslalom gewonnen worden war (zuvor war es die Nr. 30 von Vladimir Sabich am 7. April 1968 in Heavenly Valley).
- Bei Rainer Schönfelders Premierensieg im Slalom in Todtnau, den er mit Nr. 15 errang, verbesserte sich der Kärntner von Rang 9 und fing den führenden Kjetil André Aamodt (bei 0,86 s Rückstand, nun mit drittbester Laufzeit) noch um 0,09 s ab.
- Bei dem mit seinem Kärntner Kollegen Fritz Strobl errungenen „Ex-aequo“-Sieg im Super-G in St. Anton am Arlberg (13. Februar) kam Werner Franz „endlich“ zu seinem ersten Sieg, nachdem er – zweimal knapp davor stehend – noch von der Top-Position weggestoßen worden war. Strobl war mit Start-Nr. 2 ins Rennen gegangen, Franz gleich danach mit Nr. 3.
- Matjaž Vrhovnik kam zu seinem ersten und einzigen Sieg, das war im Slalom in Adelboden (20. Februar).
- Im Slalom in Yongpyong holte Mitja Kunc seinen ersten und einzigen Sieg (27. Februar).
- Daron Rahlves konnte seinen Erstsieg in der ersten Abfahrt von Kvitfjell (3. März) gleich am nächsten Tag duplizieren. Beim Erstsieg trug der US-Amerikaner die Start-Nr. 24, wobei er die berechtigten Hoffnungen von Nr. 13 Didier Cuche (dieser hatte Hermann Maier um 0,17 s „abgehängt“) zunichtemachte; beim zweiten Sieg fuhr Rahlves mit Nr. 17. Es war dies zugleich auch der erste Sieg überhaupt für das Herrenteam der US-Ski-Association seit jenem von Kyle Rasmussen, den dieser am 11. März 1995 – ebenfalls in der Abfahrt in Kvitfjell – errungen hatte (bis auf Rang 2 von Chad Fleischer in der letztjährigen Saison bei der Finalabfahrt am 10. März 1999 in der Sierra Nevada hatte es seit dem vorgenannten Rasmussen-Sieg keine Podestplatzierung mehr gegeben).

Damen:
- Erster und einziger Weltcupsieg für Christel Pascal am 20. November beim Slalom in Copper Mountain, den sie sich im Übrigen ex aequo mit Špela Pretnar teilte. Pascal zählte damals noch nicht zu den Eliteläuferinnen, sie trug die Start-Nr. 20.
- In Lake Louise kam Mojca Suhadolc beim Super-G am 28. November zu ihrem Premierensieg, der auch der einzige ihrer Karriere blieb. Offensichtlich ließ sich die Slowenin von der als „nicht günstig“ apostrophierten Start-Nr. 1 nicht aus der Ruhe bringen.
- Den ersten ihrer acht Siege realisierte Karen Putzer beim Super-G in St. Moritz (19. Dezember).
- Am 23. Januar verwirklichte Anna Ottosson im Riesenslalom von Cortina d’Ampezzo ihren ersten (und einzigen) Sieg. Sie führte schon nach dem 1. Lauf, u. zw. vor Birgit Heeb (+ 0,36 s) und Eveline Rohregger (+ 0,41 s).
- Im Super-G am Patscherkofel (Innsbruck) kam Mélanie Turgeon am 26. Februar zu ihrem einzigen Weltcupsieg. (Einen zweiten Sieg feierte sie aber nicht ganz drei Jahre später, als sie Abfahrtsweltmeisterin in St. Moritz wurde.) Für Kanadas Damen war dieser Super-G-Erfolg der erste Sieg in einem Weltcuprennen seit dem 4. Dezember 1993, als Kate Pace die Abfahrt in Tignes gewonnen hatte.
- Von der schneller werdenden Piste begünstigt, überraschte Corinne Imlig bei der Abfahrt in Lenzerheide (5. März), bei der sie mit Start-Nr. 33 ihren ersten und einzigen Sieg mit einem Vorsprung von 0,03 s vor Petra Haltmayr feierte. Vorerst hatte es bereits danach ausgesehen, dass Haltmayr (Start-Nr. 30), welche die bis zu diesem Zeitpunkt führende Renate Götschl um 0,30 s distanziert hatte, ihren ersten Weltcupsieg feiern könnte. Imlig war allerdings bereits Trainingsschnellste vor Turgeon gewesen. Quellenhinweis siehe bitte unter „Absagen und Verschiebungen“.
- Offensichtlich von der Nervosität der um die Riesenslalom-Endwertung kämpfenden Konkurrentinnen unbeeindruckt, kam Brigitte Obermoser zu ihrem Premierensieg beim Finale in Bormio (18. März); sie brachte das „Kunststück“ zusammen, ihre insgesamt drei Weltcuperfolge auf drei Disziplinen (nach dem Riesenslalom noch auf die Abfahrt und den Super-G) zu verteilen.

### Verletzungen
- Bei der Lauberhorn-Abfahrt (15. Januar) erlitt Peter Rzehak erneut eine schwere Verletzung: Er stürzte am „Hundschopf“ und holte sich einen Kreuzbandriss im linken Knie.
- Beim Training in Lake Louise am 25. November erlitt die aktuelle Weltcupsiegerin Alexandra Meissnitzer einen Kreuzbandriss; sie wurde bereits am nächsten Tag im Unfallkrankenhaus Salzburg vom ÖSV-Arzt Artur Trost operiert.
- Eine weitere ÖSV-Läuferin, Silvia Berger, zog sich bei ihrem Sturz beim Super-G in St. Moritz (19. Dezember) einen Riss des Kreuz- und Seitenbandes im Knie zu; ein Vorfall, welcher wohl dafür verantwortlich war, dass sie danach nie mehr wieder ganz (konstant) zur Spitze kam.
- Zum Saisonschluss musste noch die Verletzung der im selben Moment zur Abfahrtsweltcupsiegerin avancierten Regina Häusl (siehe dazu bitte unter „Weltcupentscheidungen“) registriert werden.

### Sonstige Ereignisse
Allgemein:
- Sowohl die Herrenslaloms in Madonna di Campiglio (13. Dezember) als auch jener am 9. März in Schladming, aber auch der Damen-Riesenslalom in Åre (17. Februar, Start 17.30 h) waren Nacht-Events.
- Mit 107 Podestplatzierungen (inkl. des Herren-Ex-aequo-Sieges im Super-G in St. Anton) stellte der Österreichische Skiverband eine neue Rekordmarke auf und übertraf die seine (98) aus der Vorsaison.
- „Atomic“ vor „Salomon“ und „Völkl“ waren in der abgelaufenen Saison die Skimarken mit den meisten Erfolgen[5]

Herren:
- Erstmals gewannen Österreichs Herren eine Weltcup-Abfahrt in Chamonix (dies wurde am 8. Januar gleich mit einem Vierfacherfolg ausgiebig nachgeholt); der letzte Abfahrtssieg war jener von Karl Schranz bei den Weltmeisterschaften (18. Februar 1962) gewesen.[6]
- Überraschung beim ersten Super-G in St. Anton am Arlberg (12. Januar), denn Hermann Maier (Nr. 5) fiel erstmals seit langer Zeit durch einen (schon im oberen Streckenteil geschehenen) Sturz aus.
- Mit dem Sieg im Lauberhornslalom in Wengen (16. Januar) gelang es Kjetil André Aamodt als Slalomweltmeister 1993 nicht nur, seinen ersten (und einzigen) Sieg in einem Weltcupslalom „nachzuholen“, sondern auch in den Kreis jener damals drei Läufer (Marc Girardelli, Pirmin Zurbriggen, Günther Mader) einzudringen, die in allen Disziplinen gewonnen hatten.
- Erstmals wurden die Adelbodenrennen an einem Wochenende und nicht an einem Dienstag gefahren, wobei der Riesenslalom am 19. Januar allerdings abgebrochen werden musste (siehe bitte Artikel zu "Absagen, Verschiebungen").
- Beim Super-G am 5. März in Kvitfjell, den Kristian Ghedina (Start-Nr. 16) mit seinem ersten und einzigen Super-G-Sieg im Weltcup holte, konnte das ÖSV-Team erstmals seit dem 21. Februar 1997 (Luc Alphand in Garmisch-Partenkirchen, somit 19 Rennen en suite) in dieser Disziplin nicht gewinnen.

Damen:
- Michaela Dorfmeister zeigte plötzlich große Stärken im Riesenslalom; bereits am 19. November in Copper Mountain konnte sie mit Start-Nr. 32 Rang 3 belegen (in diesem Rennen verbesserte sich außerdem Anja Pärson von Zwischenrang 24 auf 4). Auch bei ihrem ersten Sieg in Serre Chevalier musste sie noch mit Nr. 18 fahren. Mit 4 Saisonsiegen konnte sich die Österreicherin letztlich auch die „kleine Kugel“ im Riesenslalom sichern.
- Špela Bračun lieferte bei der ersten Abfahrt in St. Moritz (17. Dezember) eine Überraschung, als sie mit Start-Nr. 32 noch Renate Götschl vom Podest verdrängte.
- Beim Slalom in Lienz (29. Dezember) gab es zwei bemerkenswerte Rangverbesserungen: Siegerin Sabine Egger war nach dem ersten Lauf auf Rang 11 platziert gewesen, die Dritte Karin Köllerer sogar auf Rang 30 (Egger hatte 1,04, Köllerer 2,03 s Rückstand auf die nach dem ersten Durchgang auf Rang 1 gelegene Anja Pärson, die im 2. Lauf durch Sturz ausfiel).
- Der Slalom am 9. Januar in Berchtesgaden war mit den Beginnzeiten 15 und 17 Uhr ein „Nachtslalom“.
- Die Abfahrt in Åre (19. Februar) war eine Sprintabfahrt, wobei Siegerin Götschl in beiden Läufen Bestzeit erzielte.
- Bei der bereits unter „Premierensiege“ genannten Abfahrt von Lenzerheide profitierten noch weitere Läuferinnen mit höheren Startnummern von den schneller gewordenen Verhältnissen: Nebst Olesja Alijewa, die mit Nr. 41 (ex aequo) auf Rang 3 kam, waren es Veronika Thanner (AUT) mit Nr. 35, Marta Antonioli (ITA) mit Nr. 36 und Kerstin Kerstenhofer (AUT) mit Nr. 31 auf den Rängen 5, 6 und 7.

### Weltcup-Entscheidungen

#### Herren
Gesamt:

Es war Zufall, dass Hermann Maier ausgerechnet in der Saison 1999/2000 mit 2000 Punkten gewann; allein eine „vernünftige Fahrweise“ im Final-Riesenslalom in Bormio hätte ihn über diese Marke gebracht, allerdings hat sich der Flachauer (bis auf den Sturz beim ersten Super-G in St. Anton und den Ausfall im 1. Lauf im Riesenslalom in Kranjska Gora) kaum Ausrutscher geleistet. Er verbesserte die von Paul Accola 1991/92 erreichten 1699 Punkte in dieser damals erstmals mit der 100-Punkte-Dotation für einen Sieg veränderten Saison. Mit 9 Saisonsiegen, sieben zweiten und drei dritten Plätzen ließ Maier seiner Konkurrenz wenig Spielraum; Verfolger Aamodt konnte nur drei Siege, drei zweite und zwei dritte Plätze verbuchen. Bis auf die ohnehin aus nur zwei Entscheidungen bestehende Kombination und die Slaloms, zu denen Maier nur antrat, wenn es um Kombinationspunkte ging (und die ihn immerhin davon 140 einbrachten), holte sich der Gesamtsieger auch die übrigen drei Disziplinenwertungen, womit erstmals seit 1986/87 (Pirmin Zurbriggen) ein Läufer vier Pokale entgegennehmen konnte.
Maier lag nach dem Todtnau-Wochenende mit 1.510 Punkten vor Aamodt (1086); Josef Strobl auf Rang 3 war mit 728 Zählern chancenlos. Eine „Kuriosität“ konnte hinsichtlich der Rennen in Yongpyong konstatiert werden, da Maier sich die Reise nach Südkorea nicht antat, Aamodt anderseits dort aber mit jeweils nur Rang 14 in Riesenslalom und Slalom keine wahrliche Aufholjagd gelang (Maier führte mit 1.570 Punkten, Josef Strobl auf Rang drei hatte 852 – und Aamodt hatte sich von 1.224 auf 1.260 verbessert). Obwohl Maier derart dominant war, wurde der Gesamterfolg erst nach dem Riesenslalom von Hinterstoder (11. März), in welchem Aamodt im 2. Lauf ausgefallen war, „offiziell“ perfekt, weil der Norweger dadurch mit 1.400 Punkten um 420 Zähler hinter Maier lag.
Kombination:

Kjetil-André Aamodt gewann (nebst der Slalomwertung) als einer, der in allen Disziplinen zur absoluten Spitze zählte, beide Entscheidungen und damit souverän diese „Challenge“.

#### Damen
Gesamt:

Nach dem Vorjahr mit Alexandra Meissnitzer gab es erneut einen Sieg für Österreich; in Abwesenheit der verletzten Titelverteidigerin wurde ein Doppelsieg eingefahren, wobei Renate Götschl zu ihrem ersten (und einzigen) Gesamterfolg kam. Wenngleich am Ende der Vorsprung von Götschl doch eindeutig klar aussah, gab es lange eine enge Punktejagd. Nach den Lienz-Rennen Ende 1999 hieß die Reihung: Götschl 491, Kostner 481, Dorfmeister 469, Kostelić 420, Cavagnoud 395. Nach dem letzten Rennen im Januar, dem Riesenslalom in Cortina d’Ampezzo (23. Januar), führte Dorfmeister mit 757; es folgten Götschl (702), Cavagnoud (601) und Kostner (532). Für Dorfmeisters Rückfall entscheidend war ihr Ausfall im 1. Lauf beim Riesenslalom in Åre (17. Februar), denn Götschl holte Rang 6 und übernahm wieder mit 953 Punkten die Führung; Dorfmeister hatte 947, Cavagnoud 746 und Kostner 692. Nach Innsbruck war es praktisch nur mehr der Zweikampf der beiden Österreicherinnen (Götschl 1.333, Dorfmeister 1.111), denn Cavagnoud wies lediglich 864 Zähler auf. Ins Finale ging Götschl mit 1.407 Punkten gegenüber Dorfmeisters 1.184.
Abfahrt:

Ohne einen Saisonsieg errungen zu haben, konnte Regina Häusl die „kleine Kugel“ für sich entscheiden, wobei ihr Rang 9 im abschließenden Rennen genügte. Allerdings hatte die als „Resi“ genannte Schneizlreutherin bei diesem Finale großes Pech, denn sie stürzte nach der Zieldurchfahrt schwer und erlitt einen Schien- und Wadenbeinbruch rechts. Götschl hatte den Gesamtsieg um 0,06 s verpasst, denn um diese Differenz war sie in Bormio hinter Corinne Rey-Bellet auf Rang 3 gelandet, was ihr 20 Punkte gekostet hatte. Bei einer derart knappen Entscheidung hätte es aber genauso ein anderes Rennen oder es hätte auch umgekehrt ein größeres Punkteplus zugunsten Häusls sein können, wobei aber ohnehin Götschl erst eine Aufholjagd gestartet hatte. Vorerst waren andere Läuferinnen voran – so führte nach Cortina d’Ampezzo (22. Januar) Kostner mit 268 Punkten vor Häusl 228, Rey-Bellet 222, Tanja Schneider 210, Cavagnoud 225, Gerg 166 und erst auf Rang 7 war Götschl mit 164 zu finden. Auch nach Santa Caterina immer noch Rang 7 mit 204 Punkten (nun Kostner 368 vor Häusl 308, Rey-Bellet 282, Cavagnoud 237, Tanja Schneider 222). Nach der Abfahrt am Patscherkofel (25. Februar) lag erstmals Häusl (468) in Führung, Götschl war mit 344 Punkten hinter Kostner (432) Dritte. Ins Finale ging Häusl mit 500 Punkten vor Götschl mit 464.
Super-G:

Zwar waren in den ersten Rennen andere Läuferinnen im Vordergrund, aber Götschl punktete kontinuierlich mit Rang 6 (Lake Louise), Rang 5 (Val d’Isère) und Rang 9 (St. Moritz), ehe sie danach beständig das Podest belegte und dabei 3 Siege feierte. – Nach St. Moritz (19. Dezember) war Isolde Kostner (182) vorangelegen; die nächsten Plätze wurden von Hilde Gerg (178), Mojca Suhadolc (136) und Régine Cavagnoud (124) belegt, Götschl war mit 114 Fünfte. Der Sieg in Zauchensee (16. Januar) brachte sie erstmals mit 214 Zählern an die Spitze; die weiteren Plätze wurden zu diesem Zeitpunkt von Kostner (194), Suhadolc (194), Schneider & Gerg (178) und Cavagnoud (160) eingenommen. Per 11. Februar (Santa Caterina) lautete die Zwischenwertung: 1. Götschl 274; 2. Cavagnoud 240; 3. Suhadolc 231; 4. Kostner 230; 5. Michaela Dorfmeister 211; 6. Tanja Schneider 196; 7. Brigitte Obermoser 184; 8. Gerg 178; 9. Alessandra Merlin 152. Mélanie Turgeon mit 121 Punkten (Rang 5 in Lake Louise, Rang 14 in Val d’Isère, Rang 19 in St. Moritz, Rang 10 in Zauchensee und Rang 6 in Santa Caterina) brachte sich erst mit ihren weiteren 180 Punkten in Innsbruck in den Blickpunkt, aber Götschl fixierte dort mit ihrem ersten Platz am 27. Februar schon den Wertungssieg.
Riesenslalom:

Die Saisonüberraschung Michaela Dorfmeister führte bald klar, ihr Ausfall im Flutlichtrennen in Åre ließ ihren Vorsprung gegen Sonja Nef auf 544 zu 466 schmelzen (die weiteren Ränge nahmen Wachter 425 und Ottosson 366 ein) – und Nefs „Zwischenspurt“ hielt an; sie holte in Sestriere 40 Punkte auf, so dass es ein spannendes Finale in Bormio mit dem Punktestand 566 zu 604 aus ihrer Sicht gab, wo Brigitte Obermoser nach dem 1. Lauf vor Christiane Mitterwallner und Dorfmeister führte, aber Nef nur um eine Hundertstelsekunde zurück Rang 4 belegte. Die Schweizerin erwischte aber keinen guten zweiten Lauf, fuhr „nur“ als Fünfte (hinter Heeb, Ertl, Putzer und Wachter) ins Ziel, was praktisch schon zu wenig war, auf alle Fälle ein Ausscheiden Dorfmeisters bedingte – doch diese ließ sich nicht beirren. (Mitterwallners Rückfall auf Rang 9 war Nebensache, und dass Obermoser noch um 0,24 s schneller war, bedeutete nur noch, dass es einen österreichischen Doppelsieg gab.)
Kombination:

Bei der einzigen Entscheidung genügten Siegerin Götschl in der Abfahrt der sechste und im Slalom der 20. Rang.

## Rennen außerhalb des Weltcups
Beim „Einladungsrennen“ durch die italienische Sportzeitung „Gazzetta dello Sport“ am 4. Januar, einem „Superslalom“ (3 Durchgänge, wovon die zwei besten in das Klassement kamen) gab es einen Dreifachsieg für Österreich durch Michael Walchhofer vor Thomas Stangassinger und Killian Albrecht. Auffallend war, dass sich im Gegensatz zum neuen Trend, diesmal die langen Skier durchsetzten.